# Sốt
Sốt là sự gia tăng nhiệt độ cơ thể vượt quá phạm vi bình thường. Mặc dù định nghĩa có thể khác biệt với từng người nhưng nhìn chung thì sốt được xem là khi nhiệt độ cơ thể ≥ 38 °C. Chặt chẽ hơn, để phân biệt với tăng thân nhiệt, sốt xảy ra cùng sự gia tăng điểm chuẩn hạ đồi. Không chỉ vậy, sốt còn đi kèm với những biểu hiện ốm đau, những biến đổi về sinh lý, chuyển hóa, và phản ứng miễn dịch.
Sốt phần nhiều do tác nhân lây nhiễm như vi khuẩn hay virus gây ra; nguyên nhân khác có thể là các bệnh gây viêm, bệnh tự miễn, thuốc, hoặc ung thư. Đây là triệu chứng chính của viêm hoặc nhiễm khuẩn, một phản ứng cấp tính và cơ chế điều chỉnh đã có ở động vật có xương sống nguyên thủy. Trong nhiễm khuẩn, sốt có lợi bởi nó kích thích cả hệ miễn dịch bẩm sinh lẫn thích ứng, làm tăng hiệu quả chống chọi với mầm bệnh. Sốt không có lợi trong trường hợp viêm toàn thân nặng hoặc tổn thương thần kinh mà tốt hơn là hạ thân nhiệt.
Các chất gây sốt được gọi là pyrogen. Pyrogen ngoại sinh có nguồn gốc bên ngoài cơ thể, chủ yếu là sản phẩm vi khuẩn, độc tố vi khuẩn, hoặc virus; hiệu lực nhất là nội độc tố của vi khuẩn Gram âm. Cytokine gây sốt hay pyrogen nội sinh có nguồn gốc trong cơ thể, bao gồm IL-1, IL-6, yếu tố hoại tử u (INF). Ban đầu, pyrogen ngoại sinh kích động tế bào miễn dịch sản sinh cytokine gây sốt. Các cytokine được truyền đến trung tâm điều nhiệt hạ đồi, ở đó chúng kích tổng hợp prostaglandin E2 (PGE2). Lượng PGE2 tăng trong não làm tăng điểm chuẩn nhiệt hạ đồi, khởi động phản ứng sốt. Cơ thể nhận tín hiệu lưu giữ nhiệt và sản sinh nhiệt khiến nhiệt độ tăng đến tiệm cận điểm chuẩn đã nâng. Điểm chuẩn sẽ quay về bình thường nếu lượng cytokine giảm hoặc có thuốc hạ sốt chặn tổng hợp prostaglandin.
Sốt có những biểu hiện hành vi và lâm sàng phản ánh diễn biến tăng giảm của điểm cân bằng nhiệt. Khi điểm chuẩn tăng, cơ thể cần tăng nhiệt theo và để tránh mất nhiệt thì mạch da co lại gây ớn lạnh và nổi da gà, cơ co gây rét run; cùng những hành vi như ngồi khép mình (tư thế bào thai), mặc thêm quần áo, tìm nơi ấm hơn. Khi điểm chuẩn về bình thường, cơ thể thoát nhiệt qua việc điều chỉnh mạch giãn, làm tăng lưu lượng máu đến da và đổ mồ hôi. Những biểu hiện thông thường sẽ nặng hơn nếu thân nhiệt tăng nhanh hoặc vượt quá 39,5 °C; xuất hiện thở nhanh, tim đập nhanh, và mất nước.
Nhiệt độ cơ thể bình thường là khoảng 36 đến 37,5 °C, trung bình 37 °C. Nhìn chung, mức này được duy trì bất chấp nhiệt độ môi trường nhờ trung tâm điều nhiệt hạ đồi cân bằng lượng nhiệt sinh ra và lượng thất thoát. Đa số trường hợp sốt thân nhiệt tăng 1 đến 2 °C. Nếu có sự kiểm soát của vùng hạ đồi, sốt không tăng tiến mãi và thường không quá 41 °C. Nhiệt độ trên 41 °C hay gặp hơn ở người bị tăng thân nhiệt. Sốt mà nhiệt độ trên 41,5 °C được xem là sốt rất cao. Sốt rất cao có thể do nhiễm trùng nặng nhưng phổ biến nhất là do xuất huyết não. Những trường hợp sốt khởi nguồn từ hệ thần kinh trung ương, bởi tổn thương vùng hạ đồi, có đặc điểm thân nhiệt cao, không ra mồ hôi và điều trị hạ sốt không tác dụng.

## Phân loại
| °C          | Nhiệt độ trực tràng | Nhiệt độ miệng |
| ----------- | ------------------- | -------------- |
| Sốt nhẹ     | 38,1–39             | 37,3–38        |
| Sốt vừa     | 39,1–40             | 38,1–39        |
| Sốt cao     | 40,1–41,1           | 39,1–41        |
| Sốt rất cao | >41,1               | >41            |

Căn cứ theo thời gian, sốt có thể được phân thành cấp tính (dưới 7 ngày), cận cấp tính (không quá 2 tuần), và mạn tính (trên 2 tuần). Theo nhiệt độ cơ thể thì có sốt nhẹ, sốt vừa, sốt cao, và sốt rất cao (hyperpyrexia). Nhiệt độ sốt đôi khi tương quan với tính nghiêm trọng của bệnh, nhưng cũng không là chỉ báo bệnh tình hữu ích. Trừ người mắc bệnh tim thì sốt vừa không có hại gì. Tuy nhiên sốt cao có thể nguy hiểm cho hệ thần kinh trung ương, nhất là ở trẻ em. Trẻ em sốt trên 41 °C thường hay bị co giật. Thân nhiệt duy trì trên 42 °C có thể dẫn đến tổn thương não vĩnh viễn. Người sốt trên 43 °C hiếm khi sống sót.
Thân nhiệt của bệnh nhân được ghi lại sau mỗi quãng thời gian đều nhau và nối các điểm lại cho ra đường cong nhiệt độ. Các mô hình dao động nhiệt độ có thể là manh mối hữu ích cho chẩn đoán hoặc chẩn đoán phân biệt tình trạng bệnh. Dựa vào đó sốt được phân thành các dạng:
1. Sốt liên tục: Thân nhiệt duy trì trên 39–40 °C trong vài ngày hoặc hàng tuần với dao động ngày ít, dưới 1 °C. Dạng này hay thấy ở viêm phổi thùy, thương hàn, sốt phát ban, hay cũng có thể do thuốc.[11]
2. Sốt từng cơn: Thân nhiệt trong ngày biến động đến hơn 2 °C nhưng không lúc nào đạt bình thường. Dạng này hay thấy ở nhiễm khuẩn huyết, lao nặng, viêm nội tâm mạc nhiễm khuẩn, nhiễm khuẩn mủ.
3. Sốt ngắt quãng: Thân nhiệt tăng đột ngột lên cao nhất trong vài tiếng rồi giảm mạnh về bình thường, sau đó là một hoặc vài ngày không sốt rồi lặp lại chu kỳ. Dạng này hay thấy ở sốt rét, viêm bể thận cấp, hoặc nhiễm trùng đường mật.
4. Sốt tái lặp: Thân nhiệt tăng dần đến trên 39 °C trong vài ngày rồi giảm dần về bình thường trong vài ngày. Dạng này hay thấy ở bệnh Brucella, bệnh mô liên kết hay ung bướu.
5. Sốt hồi quy: Thân nhiệt tăng đột ngột lên trên 39 °C trong vài ngày rồi giảm đột ngột về bình thường trong vài ngày. Dạng này hay thấy ở nhiễm khuẩn Borrelia recurrentis, bệnh Hodgkin.
6. Sốt không quy luật: Kiểu đường cong nhiệt độ không theo quy luật; hay thấy ở lao, sốt thấp khớp, viêm phế quản phổi, viêm màng phổi tiết dịch.

## Điều trị
Trước khi quyết định điều trị hay không cần nhớ sốt không phải là bệnh mà là một phản ứng bình thường đối với sự xáo trộn sinh lý trong cơ thể. Xét tổng quan thì không rõ sốt liệu có hại và điều trị có thực sự đem lại lợi ích. Có hai tư tưởng đối lập: (1) sốt cần được kìm hãm vì nó sinh chi phí chuyển hóa bất lợi, (2) sốt là phản ứng bảo vệ giúp chống lại nhiễm khuẩn do đó không can thiệp. Xử lý thế nào nên xem xét trường hợp cụ thể.
Cha mẹ có con bị sốt thường cho rằng đó là dấu hiệu nguy hại và cần tìm biện pháp chấm dứt cơn sốt. Nhiều cha mẹ sợ hãi thái quá về việc con mình bị sốt, gọi là chứng sợ sốt, và họ ít hiểu biết về sốt cũng như lợi ích của nó. Co giật do sốt là chứng co giật hay gặp nhất ở trẻ em tầm 6 tháng đến 6 tuổi, thường khiến những người làm cha mẹ lo lắng và sợ hãi. Đây là một lý do cổ vũ điều trị hạ sốt. Tuy nhiên đa số tình trạng này vô hại, không kéo dài, tự khỏi và không cần can thiệp. Với trường hợp nặng, thuốc hạ sốt chỉ giúp trẻ dễ chịu hơn, không ngăn được co giật. Chữa trị đúng cách là kiểm soát triệu chứng và xử lý nguyên nhân gây ra sốt.
Sốt tự biến mất và hiếm khi nghiêm trọng nếu nguyên nhân được biết và chất lỏng mất đi được bù. Sốt cao ở mức 40 đến 42 °C cũng không làm tổn thương mô. Khoảng 20% trẻ em cấp cứu có thân nhiệt trên 40 °C nhưng chúng thường bình phục hoàn toàn. Ốm đau hay tử vong nếu có thì là do bệnh lý ẩn sau. Trong hoàn cảnh nhiễm trùng hay quy mô hơn là đại dịch bệnh truyền nhiễm như COVID-19, sốt đóng vai trò hỗ trợ chống lại mầm bệnh và không nên ngăn chặn. Điều trị sốt ở người bị cúm hay cảm lạnh có thể làm virus lây lan nhanh chóng hơn.
Mặt trái của sốt là làm tăng nhu cầu chuyển hóa, khiến các cơ quan (đặc biệt là não và tim) tiêu thụ oxy nhiều hơn và bệnh tình thêm nặng. Tình huống mà sốt đa phần có hại và cần chữa trị là tổn thương não cấp tính. Khi đó nhiệt độ não tăng và điều này gây thêm tổn thương thần kinh. Có lẽ hợp lý là kiểm soát tích cực sốt trong vài tiếng đến vài ngày sau chấn thương tủy sống và ngưng tim; lâu hơn với đột quỵ thiếu máu cục bộ, xuất huyết nội sọ, và chấn thương đầu.
Các phương pháp kiểm soát sốt bao gồm sử dụng thuốc hạ sốt, chủ yếu là paracetamol cùng các chất kháng viêm không steroid, và làm mát vật lý.

## Sách
- Walker, H. Kenneth; Hall, W. Dallas; Hurst, J. Willis, biên tập (1990). Clinical methods: the history, physical, and laboratory examinations (ấn bản thứ 3). Butterworths. ISBN 0-409-90077-X. PMID 21250045. Bookshelf ID: NBK201.
  - Dall, Lawrence; Stanford, James F., Chapter 211 Fever, Chills, and Night Sweats, PMID 21250166, Bookshelf ID: NBK324
- Loscalzo, Joseph; Fauci, Anthony S.; Kasper, Dennis L.; Hauser, Stephen L.; Longo, Dan L.; Jameson, J. Larry (2022). Harrison's Principles of Internal Medicine (ấn bản thứ 21). McGraw Hill Professional. ISBN 978-1-264-26851-1.
- Wan, Xue-Hong; Zeng, Rui, biên tập (2020). Handbook of clinical diagnostics. Springer Singapore. doi:10.1007/978-981-13-7677-1. ISBN 978-981-13-7677-1.